# Georg Joachim Zollikofer

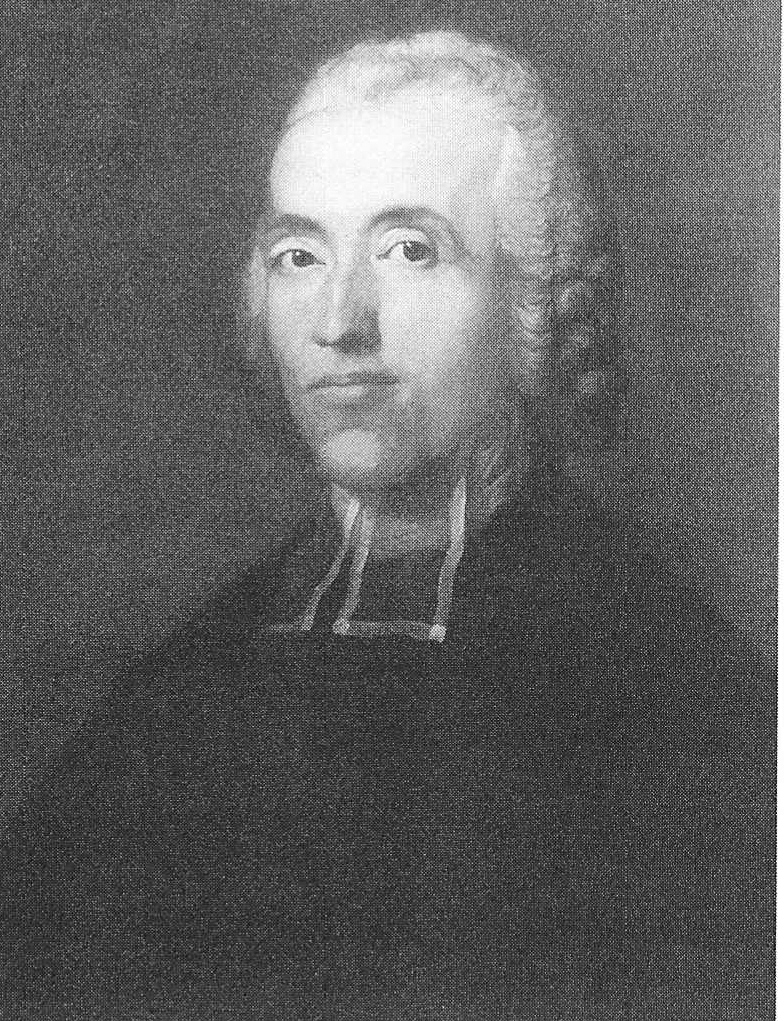
Georg Joachim Zollikofer.

Georg Joachim Zollikofer, född den 5 augusti 1730 i Sankt Gallen, död den 22 januari 1788, var en schweizisk-tysk predikant.
Zollikofer blev 1758 pastor vid reformerta församlingen i Leipzig, där han stannade till sin död. Edvard Magnus Rodhe skriver i Nordisk familjebok: "Z., som var en af upplysningstidens förgrundsfigurer, var mycket uppburen för sitt manliga och människovänliga väsen samt berömd som andlig vältalare." Hans predikningar är i huvudsak etiskt inriktade, belysande vardagslivets förhållanden. Zollikofer var inte bara gärna hörd, utan var även mycket läst. Efter hans död utkom hans samlade predikningar i 15 band (1798-1804). 
Livligt intresserad för gudstjänstlivet, skänkte han sin församling 1766 en ny psalmbok, Neues Gesangbuch oder Sammlung der besten geistlichen Lieder und Gesänge, som på många håll på sin tid togs till förebild, samt 1777 en ny gudstjänstordning, Anreden und Gebete bei dem gemeinschaftlichen und auch dem häuslichen Gottesdienste. År 1785 utgav han Andachtsübungen und Gebete zum Privatgebrauch, som vann stor spridning.